# L'Hôpital-du-Grosbois
L'Hôpital-du-Grosbois è un comune francese di 552 abitanti situato nel dipartimento del Doubs nella regione della Borgogna-Franca Contea.

## Società

### Evoluzione demografica
Abitanti censiti